# Montegiardino
Montegiardino este un oraș în San Marino.